# Tras el horizonte
Tras el horizonte es el quinto álbum de Taxi, un trabajo producido por Carlos Narea y que supone un punto de inflexión en su carrera musical. Compuesto por 11 canciones que según ellos están:
"Llenas de sueños y dudas, pérdidas y errores, que mantienen la esencia del ambiente en el que fueron compuestas, en la intimidad que ofrece una habitación, con un piano y una guitarra acústica".
Canciones que reflexionan sobre la forma en que la pérdida y la salvación se entrelazan, temas como el primer sencillo Siempre hay una estrella y Cuántas noches más, con cadencia inglesa marca de la casa; canciones de carretera como Decir que no o Cuando veas a Ani, versión esta última del clásico americano The weight de The Band, para el que han contado con la colaboración de Carlos Goñi de Revolver; calles oscuras y callejones sin salida o, lo que es lo mismo, historias de amor sin resolver en Qué quieres de mi con la colaboración de Rebeca Jiménez en lo que parece una canción hecha a su medida; la rutina de las noches encerrado en un hotel, en cualquier lugar, dónde sólo hay preguntas sin respuesta como en Medianoche en Santiago o la confesional y cinematográfica diciembre.
El videoclip del primer sencillo Siempre hay una estrella, realizado por Alberto Lorite. La protagonista es la bailarina del ballet de Joaquín Cortes, Fany Ruiz Ramírez. El vídeo se grabó en la casa del pintor y decorador Duarte Pinto-Coello, y en las salas de ensayo del Ballet Nacional.
"Un disco pensado desde la madurez y creado con la intensidad del directo, clásico y ligero en su forma, íntimo y sincero en su contenido, encontrando el lugar en el que se mezclan atrevimiento y tradición en un estilo propio en el que el público se sentirá tan a gusto como ellos".

## Lista de canciones
El álbum contiene los siguientes temas:
| N.º | Título                                          | Duración |  |
| 1.  | «Decir Que No»                                  | 3:54     |  |
| 2.  | «Medianoche en Santiago»                        | 3:20     |  |
| 3.  | «Te Llevo Conmigo»                              | 3:01     |  |
| 4.  | «No Voy a Olvidarte Jamás»                      | 3:40     |  |
| 5.  | «Siempre Hay una Estrella»                      | 3:57     |  |
| 6.  | «Cuántas Noches Más»                            | 4:19     |  |
| 7.  | «¿Qué Quieres de Mi?» (Junto a Rebeca Jiménez.) | 3:41     |  |
| 8.  | «Cuando Veas a Ani» (Junto a Carlos Goñi.)      | 3:51     |  |
| 9.  | «Nuestros Sueños en Sus Manos»                  | 3:31     |  |
| 10. | «Diciembre»                                     | 3:28     |  |
| 11. | «Déjalo»                                        | 3:51     |  |

### Pistas adicionales
| N.º | Título                                  | Duración |  |
| 12. | «¿Qué Quieres de Mi?» (Acústico.)       | 3:40     |  |
| 13. | «Cuando Veas a Ani» (Acústico.)         | 3:51     |  |
| 14. | «Siempre Hay una Estrella» (Videoclip.) | 3:55     |  |

## Sencillos
1. Siempre hay una estrella